# Libnotes (Libnotes) laterospinosa
Libnotes (Libnotes) laterospinosa is een tweevleugelige uit de familie steltmuggen (Limoniidae). De soort komt voor in het Oriëntaals gebied.